# Coupe d'Europe des clubs de rugby à XV
Pour les articles homonymes, voir Coupe d'Europe.
La Coupe d'Europe des clubs de rugby à XV était une compétition de rugby à XV entre clubs européens. Créée en 2004 et organisée par la FIRA, elle était ouverte aux clubs des nations ne participant pas aux épreuves organisées par l'European Professional Club Rugby (Coupe d'Europe de rugby et Challenge européen de rugby). Cette compétition restait toutefois réservée à des joueurs amateurs, ce qui explique l'absence des clubs espagnols et portugais au statut semi-professionnel.

## Historique
Cette compétition a été créée afin de remplacer la coupe d'Europe des régions. Cette dernière sera disputée jusqu'à la saison 2005-2006. Depuis 2012, cette compétition est remplacée par le championnat européen des clubs.

### Saison 2004-2005
Pays qualifiés pour le tournoi final:

#### Ouest
SC Neuenheim ( Allemagne).

#### Sud-Est
RC Nada Split  Croatie.

#### NordetEst
Arka Gdynia  Pologne.
| Classement | Équipe                 | No | G | N | P | Diff. | Pts |
| ---------- | ---------------------- | -- | - | - | - | ----- | --- |
| 1er        | Arka Gdynia Pologne    | 2  | 1 | 0 | 1 | 7     | 4   |
| 2e         | SC Neuenheim Allemagne | 2  | 1 | 0 | 1 | 4     | 4   |
| 3e         | RC Nada Split Croatie  | 2  | 1 | 0 | 1 | -11   | 4   |

### Saison 2005-2006
Le Slava Moscou ( Russie) remporte la coupe baltique. 
Boitsfort ( Belgique) gagne  8 - 7 la finale de la Benecup contre Castricum ( Pays-Bas). 
Le RK Zagreb ( Croatie) gagne le Championnat des Balkans.

### Saison 2006-2007
Un tournoi final est organisé (à Nyon en Suisse). Le club suédois des Stockholm Exiles remporte la 1re Coupe nordique.

## Règlements et organisation
La Coupe d'Europe des clubs amateurs est divisée en plusieurs tournois régionaux :
- la Coupe baltique (Europe du Nord et de Europe de l'Est),
- le Championnat des Balkans (Europe du Sud-Est),
- la Coupe nordique (Europe du Nord),
- la Coupe de la mer du Nord (Europe de l'Ouest),
- la Coupe d'Europe centrale et orientale de rugby à XV (Europe centrale et Europe de l'Est).

Pour participer à cette compétition, la FIRA a établi plusieurs règles concernant les différentes équipes :
- leurs joueurs doivent avoir plus de 19 ans
- les équipes ne doivent pas avoir de joueurs professionnels
- leurs joueurs doivent être licenciés du club depuis plus de deux mois
- chaque club doit fournir un arbitre de touche

## Palmarès
- 2005: Arka Gdynia  Pologne
- 2006: